# Archidiocèse de Nyeri
L'archidiocèse de Nyeri (en Latin: Archidioecesis Nyeriensis) est un siège métropolitain de l'Église catholique. Son archevêque est Anthony Muheria.

## Territoire
Le diocèse comprend une partie de l'ancienne Province du centre au Kenya. Le siège archiépiscopal est dans la ville de Nyeri, où se trouve la cathédrale de Notre-Dame de la Consolation. Le territoire est divisé en 43 paroisses.

## Histoire
La mission sui juris du Kenya a été érigée le 14 septembre 1905, à partir du territoire du vicariat apostolique de Zanguebar septentrional (aujourd'hui archidiocèse de Nairobi).
Le 12 juillet 1909, la mission sui juris a été élevée au rang de vicariat apostolique, avec le bref Supremi Apostolatus du pape Pie X.
Le 10 mars 1926 le vicariat apostolique cède une partie de son territoire au profit de l'érection de la préfecture apostolique de Meru (aujourd'hui diocèse de Meru) et dans le même temps est renommé vicariat apostolique de Nyeri.
Le 25 mars 1953 le vicariat apostolique a été élevé au rang de diocèse avec la bulle Quemadmodum ad Nos du pape Pie XII.
Le 25 novembre 1964]et le 17 mars 1983 sont cédées des portions de territoires pour l'érection des diocèses de Marsabit et de Muranga.
Le 21 mai 1990 il est élevé au rang d'archidiocèse métropolitain, par la bulle Cum Kenyane du pape Jean-Paul II.
Le 5 décembre 2002 , il cède une partie de son territoire pour l'érection du diocèse de Nyahururu (en).

## Chronologie des ordinaires

### Vicaires apostoliques
- 15 juillet 1909-18 novembre 1925 : Filippo Perlo, vicaire apostolique du Kenya.
- 18 décembre 1925-18 octobre 1930 : Giuseppe Perrachon, vicaire apostolique du Kenya, puis de Nyeri (10 mars 1926).
- 18 octobre 1930-14 décembre 1931 : siège vacant
- 14 décembre 1931-? novembre 1946 : Charles Re
- 19 juin 1947-25 mars 1953 : Charles Cavallera (Charles (ou Carlo) Maria Cavallera)

### Évêques
- 25 mars 1953-25 novembre 1964 : Charles Cavallera (Charles (ou Carlo) Maria Cavallera), promu évêque.
- 25 novembre 1964- 20 février 1987 : Caesar Gatimu
- 20 février 1987-12 mars 1988 : siège vacant
- 12 mars 1988-21 mai 1990 : Nicodemus Kirima (en)

### Archevêques
- 21 mai 1990 - 27 novembre 2007 : Nicodemus Kirima, promu archevêque.
- 19 avril 2008 - 23 avril 2017 : Peter Kairo (Peter J. Kairo)
- depuis le 23 avril 2017 : Anthony Muheria

## Statistiques
| année | baptisés | population totale | pourcentage | prêtres | dont séculiers | dont réguliers | catholiques par prêtre | diacres | religieux | religieuses | paroisses |
| ----- | -------- | ----------------- | ----------- | ------- | -------------- | -------------- | ---------------------- | ------- | --------- | ----------- | --------- |
| 1950  | 40 180   | 750 000           | 5,4         | 52      | 8              | 44             | 772                    |         | 67        | 142         | 19        |
| 1969  | 293 000  | 1 497 000         | 19,6        | 89      | 31             | 58             | 3 292                  |         | 96        | 242         | 33        |
| 1980  | 620 000  | 1 658 000         | 37,4        | 86      | 36             | 50             | 7 209                  |         | 82        | 207         | 40        |
| 1990  | 514 427  | 1 138 085         | 45,2        | 70      | 56             | 14             | 7 348                  |         | 52        | 149         | 27        |
| 1999  | 534 786  | 1 179 786         | 45,3        | 100     | 86             | 14             | 5 347                  |         | 57        | 195         | 48        |
| 2000  | 556 449  | 1 180 964         | 47,1        | 105     | 91             | 14             | 5 299                  |         | 59        | 171         | 54        |
| 2001  | 658 502  | 1 867 606         | 35,3        | 116     | 102            | 14             | 5 676                  |         | 64        | 170         | 53        |
| 2002  | 733 950  | 1 924 264         | 38,1        | 110     | 100            | 10             | 6 672                  |         | 56        | 169         | 53        |
| 2003  | 476 870  | 790 327           | 60,3        | 104     | 100            | 4              | 4 585                  |         | 5         | 177         | 28        |
| 2004  | 476 870  | 790 327           | 60,3        | 104     | 100            | 4              | 4 585                  |         | 5         | 177         | 28        |
| 2013  | 106 000  | 211 000           | 50,2        | 123     | 114            | 9              | 861                    |         | 28        | 155         | 43        |
| 2016  | 517 003  | 1 511 955         | 34,2        | 145     | 139            | 6              | 3 565                  |         | 79        | 203         | 50        |